# IEEE C57.17
Die Norm IEEE C57.17 definiert Anforderung an Lichtbogenofentransformatoren (englisch Electric Arc Furnace (EAF) Transformer), also an Leistungstransformatoren für den Einsatz zur Speisung von Lichtbogenöfen mit elektrischer Energie. Der Originaltitel der Norm lautet IEEE Standard Requirements for Arc Furnace Transformers.
Die Norm beschreibt elektrische und mechanische Charakteristika von ölgefüllten Lichtbogenofentransformatoren bis zu einer oberspannungsseitigen Bemessungsspannung von 69 kV, ist aber nicht auf diesen Spannungswert limitiert. Für alle Anforderungen, die nicht in dieser Norm beschrieben sind, wird auf IEEE C57.12 mit dem Originaltitel englisch IEEE  Requirements  for  Liquid-Immersed  Distribution,  Power,  and  Regulating  Transformer verwiesen, die die Anforderungen an Leistungstransformatoren allgemein beschreibt.